# Odomas reticulatus
Odomas reticulatus är en insektsart som beskrevs av Van Stalle 1983. Odomas reticulatus ingår i släktet Odomas och familjen dvärgstritar. Inga underarter finns listade i Catalogue of Life.